# Rhynia gwynne-vaughanii
Rhynia gwynne-vaughanii ist der Name einer etwa 400 Millionen Jahre alten, fossilen Pflanzenart, die im Unteren Devon weltweit verbreitet war. Sie wurde nach dem schottischen Dorf Rhynie in der Grafschaft Aberdeenshire benannt, wo sie erstmals in den 1910er Jahren in dem verkieselten Moorboden Rhynie Chert entdeckt wurde. 1917 wurden sie wissenschaftlich beschrieben als Rhynia gwynne-vaughanii. Ein ebenfalls in Rhynie gefundenes Pflanzenfossil wurde zunächst als Rhynia major bezeichnet, aufgrund von einigen Unterschieden jedoch später nicht mehr in die Gattung Rhynia gestellt und in Aglaophyton major umbenannt.

## Merkmale

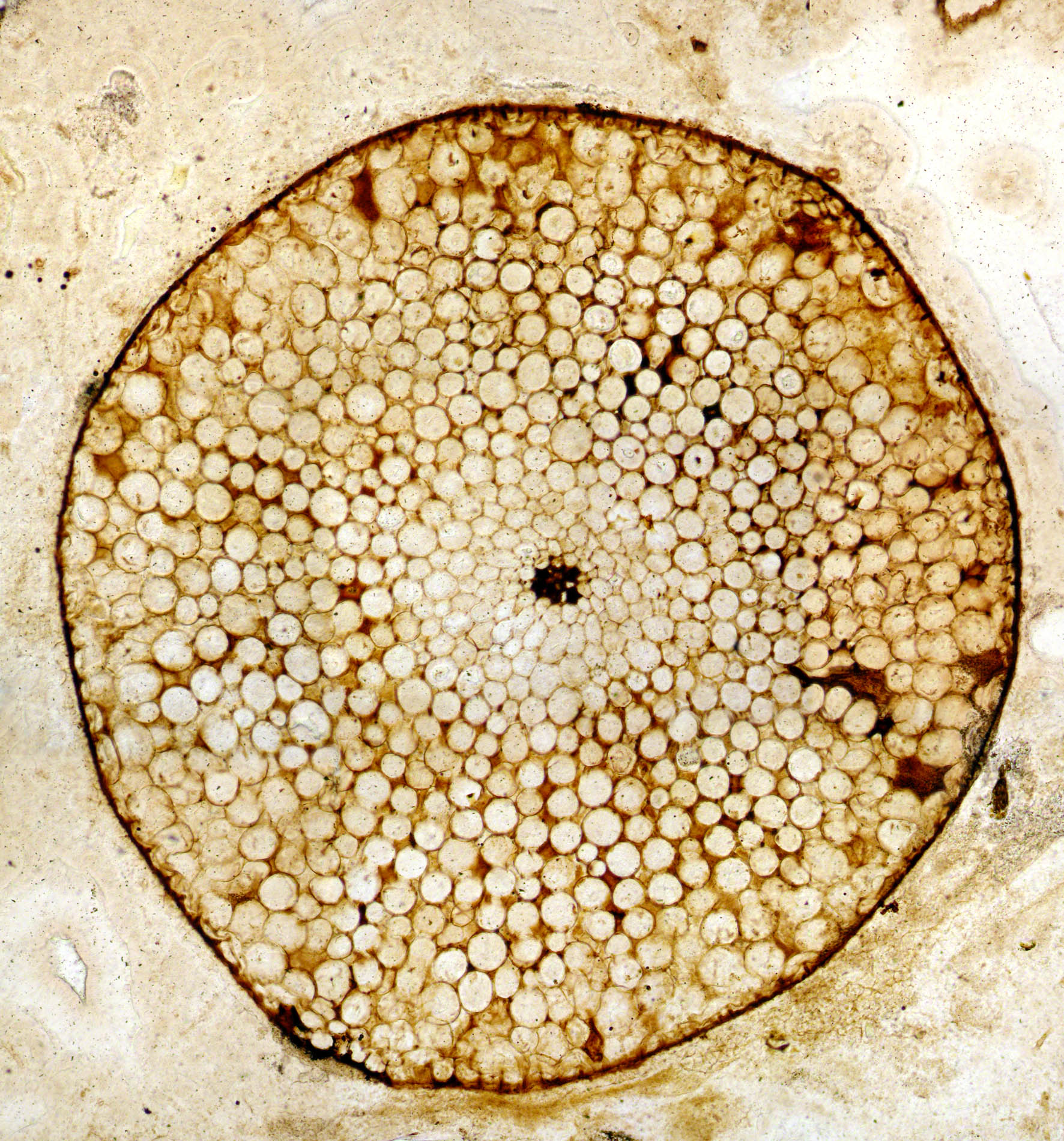
Querschnitt durch einen Spross

Die Hauptachse der Pflanze verlief als Rhizom horizontal über dem Boden. Das Leitbündel im Inneren bildete eine Protostele; ein sekundäres Dickenwachstum war noch nicht möglich. Die Wände der für die Wasserleitung zuständigen Zellen (Tracheiden) zeigten schrauben- und ringförmige Verstärkungen; bei Aglaophyton fehlen diese Verstärkungen hingegen. Oberirdisch waren die Sprosse regelmäßig dichotom verzweigt (also gleichmäßig gegabelt) und konnten bis zu 50 cm hoch aufragen. Der Durchmesser des Sprosses betrug etwas mehr als 5 mm. Er besaß Spaltöffnungen und eine Cuticula über der Epidermis. Blätter waren keine vorhanden. Die endständigen, zylindrischen bis keulenförmigen Sporangien öffneten sich, indem sie längs aufrissen. Aufgrund des Sporangiums werden die Sprosse häufig als Sporophyten gedeutet. Über den Generationswechsel der Pflanze ist aber nichts Genaueres bekannt. 

## Bedeutung
Rhynia gilt neben Horneophyton als die älteste bisher bekannt gewordene Landpflanze. Sie wird daher seit der Formulierung der Telomtheorie durch Walter Zimmermann in jedem paläontologischen Handbuch als Modell für die sogenannten „Urlandpflanzen“ angeführt, aus denen sich alle späteren Kormophyten entwickelten.